# トレジガッロ
トレジガッロ（イタリア語: Tresigallo）は、イタリア共和国エミリア＝ロマーニャ州フェラーラ県に存在した、人口約4,400人の基礎自治体（コムーネ）。
2019年1月1日にフォルミニャーナと合併してトレジニャーナの一部となった。

## 地理

### 位置・広がり

#### 隣接コムーネ
コムーネとしてのトレジガッロは、以下のコムーネと隣接していた。
- フェッラーラ
- フィスカッリア
- フォルミニャーナ
- ヨランダ・ディ・サヴォーイア
- オステッラート

## 行政

### 分離集落
トレジガッロには、以下の分離集落（フラツィオーネ）がある。
- Final di Rero, Rero, Roncodigà